# Sandis Ozoliņš
Sandis Ozoliņš ([ˈsɑːndɨs ˈoʊzoʊlɪntʃ]?; 3. august 1972 i Sigulda i Lettiske SSR) er en lettisk ishockeyspiller og holdkaptajn for Dinamo Riga, som spiller i Kontinental Hockey League. Op gennem sin karriere i den nordamerikanske National Hockey League har Ozoliņš været NHL All-Star syv gange, Stanley Cup mester, Norris Trophy finalist samt højstplacerede hvad angår mål, assists, point og kampe spillet af en lette i NHL. Ozoliņš står for flere af Colorado Avalanche og San Jose Sharks franchiserekorder og var den højest betalte sportsmand i lettisk historie, før NBA basketballspilleren Andris Biedriņš overtog æren.
Ozoliņš blev udvalgt under NHL Entry Draft i 1991 af San Jose Sharks som ottendevalgt i den anden runde af 30 i alt. Han har spillet for San Jose Sharks, Colorado Avalanche, Carolina Hurricanes, Florida Panthers, Mighty Ducks of Anaheim og New York Rangers.
Ozoliņš er ejer af Ozo Golf Club i det nordøstlige Riga, hovedstaden i Letland.